# Décisionnisme

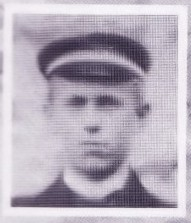
Carl Schmitt en l'an 1904. (Défendeur du décisionnisme)

Le décisionnisme est une doctrine politique, éthique et juridique qui établit que les préceptes moraux ou politiques sont des produits de décisions prises par des corps politiques ou légaux. Selon le décisionnisme, la validité d'une décision n'est pas déterminée par son contenu mais bien par le fait qu'elle ait été prise par une autorité légitime ou ayant eu recours à une méthode légitime. Cette doctrine s'oppose au normativisme défendu par Hans Kelsen.

## Historique
Cette théorie a été défendue par Carl Schmitt.